# Cthulhu

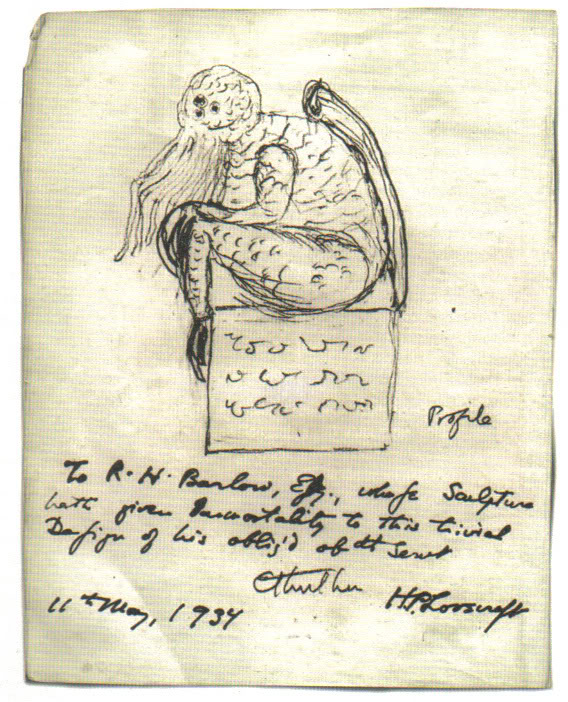
Szkic Cthulhu autorstwa H.P. Lovecrafta z 1934 r.

Cthulhu – istota fikcyjna, Wielki Przedwieczny, najbardziej znane bóstwo z kręgu mitów stworzonych przez H.P. Lovecrafta. Zwany jest Bratem lub Kapłanem Przedwiecznych, Al-Khadhulu, Kuthulu, Set-Hulhu lub Chta-lhu.
Cthulhu spoczywa w grobowcu, uśpiony w cyklopowym mieście R’lyeh na dnie Pacyfiku, kiedy jednak planety ułożą się prawidłowo, Cthulhu przybędzie aby zniszczyć świat.
W opowiadaniu Zew Cthulhu (The Call of Cthulhu) opisywany jest jako potwór o niewyraźnych antropoidalnych kształtach, łbie ośmiornicy pełnym macek, ogromnych pazurach i wąskich, smoczych skrzydłach na plecach.

## Powrót
Według Lovecrafta w fikcyjnej księdze Necronomicon znajduje się dwuwiersz przepowiadający powrót Cthulhu:

Nie jest umarłym ten który spoczywa wiekami,
nawet śmierć może umrzeć wraz z dziwnymi eonami.
(w oryginale:
la mayyitan ma qadirun yatabaqa sarmadi
fa itha yaji ash-shuthath al-mautu gad yantahi)

## Aktywność
Cthulhu, mimo uśpienia, może wpływać na ludzi poprzez nawiedzanie ich snów, podsuwanie im koszmarnych wizji miast cyklopowych lub swojej osoby czy innych miejsc we wszechświecie, dlatego też bywa nazywany Inicjatorem lub Panem Snów. W ten właśnie sposób utrzymuje swój kult na Ziemi oraz zawiera pakty z istotami inteligentnymi.
Przywołać można go poprzez mistyczną formułę, która przetrwała wśród jego wyznawców, pochodzącą z zapomnianego języka: Ph’nglui mglw’nafh Cthulhu R’lyeh wgah’nagl fhtagn, co oznacza: W swym domu w R’lyeh czeka w uśpieniu martwy Cthulhu, w dzień zwany Samhain, wigilię Święta Zmarłych, kiedy Słońce jest w znaku Skorpiona i wschodzi Orion. To bóstwo przypisane jest zachodowi, a w zodiaku odpowiada mu wspomniany znak Skorpiona.
Według opowiadań Lovecrafta największą aktywność Cthulhu wykazuje pomiędzy 28 lutego a 2 kwietnia oraz w nocy z 22 na 23 marca.

## Cykl opowiadań o Cthulhu
- Zew Cthulhu
- Widmo nad Innsmouth
- Szepczący w ciemności
- Duch ciemności
- Koszmar w Dunwich
- Muzyka Ericha Zanna

Wszystkie te opowiadania wydane zostały w Polsce w zbiorze Zew Cthulhu w 1983 roku.

## Cthulhu w innych utworach

### Literatura
Nawiązania do Cthulhu i jego mitologii można napotkać u wielu pisarzy fantastyki, m.in. Grahama Mastertona w powieściach Drapieżcy oraz Studnie Piekieł, Neila Gaimana (Studium w szmaragdzie, Kufelek starego Shoggotha, Ja, Cthulhu) czy Terry’ego Pratchetta w postaci księgi Ahmeda Szalonego (zwanego również Ahmed Czasem Tylko Boli Mnie Głowa) Necrotelicomnicon, pradawnych bogów (Bel-Shamharoth), demonów (Yob Soddoth) i istot z piekielnych wymiarów.
Brian Lumley wykorzystał mit o Cthulhu w swych opowiadaniach (m.in. Wynurzając się z Surtsey, Horror w wesołym miasteczku, Dzwon Dagona). W powieści Moherfucker pióra Eugeniusza Dębskiego, Cthulhu wykorzystuje ciała rosyjskich starców. Po przeobrażeniu się starcy zamieniali się w wielkie twory z olbrzymimi pazurami, które potrafiły w ciągu sekund zabić człowieka. Odwołanie do mitologii zastosował również Roger Zelazny w powieści Ciemna noc październikowa, gdzie opisuje rytuał przywołania bóstwa w wigilię święta Wszystkich Świętych. Andrzej Pilipiuk wspomina Cthulhu w dwóch z opowiadań o Jakubie Wędrowyczu (Jakub na tropach yeti) oraz w zbiorze opowiadań Rzeźnik Drzew (w opowiadaniu o tym samym tytule).

### Muzyka
Cthulhu pojawia się w trzech utworach zespołu Metallica: „The Call of Ktulu” (płyta Ride the Lightning), „The Thing That Should Not Be” (płyta Master of Puppets) oraz „Dream No More” (płyta Hardwired...To Self-Destruct). Basista zespołu, Cliff Burton, był fanem Lovecrafta. Utwory nawiązujące do Cthulhu i jego mitologii można też spotkać w dorobku artystycznym Cradle of Filth, np. w utworze „Cthulhu Dawn”, a także polskiego zespołu Vader – w utworze „Testimony” obecne jest nawiązanie do Szalonego Araba Abdula Alhazreda, autora Necronomiconu. Utwór „R’lyeh” nawiązuje do fikcyjnego miasta o tej samej nazwie, w którym według Lovecrafta spoczywa Cthulhu; poza tym w innych utworach tego zespołu można znaleźć wiele odniesień do mitologii stworzonej przez Lovecrafta. Wspomina się o nim również w piosence „Narwhals” zespołu Weebl, gdzie występuje jako olbrzymia kałamarnica atakująca statek.
Do mitologii Cthulhu nawiązuje także zespół Samael – na płycie Worship Him (1990) znajduje się utwór „Rite of Cthulhu”; szwedzki zespół Therion w utworze „Cthulhu” z albumu Beyond Sanctorum (1992), a także niemiecki zespół The Vision Bleak na albumie Carpathia: A Dramatic Poem w utworze „Kutulu!” oraz „Curse of Arabia”.
Także wydana w 2008 roku płyta Communion greckiego zespołu deathmetalowego Septic Flesh zawiera odniesienia do twórczości Lovecrafta. Otwierający album utwór nosi tytuł „Lovecraft’s Death” („Śmierć Lovecrafta”).
Pojawia się on również w nagraniu producenta Joela Zimmermana pod tytułem „Cthulhu Sleeps” z płyty Deadmau5 – 4x4=12.
Ukazał się także album zawierający motywy z Cthulhu: A Very Scary Solstice stworzony przez the H.P. Lovecraft Historical Society.
Zespół Iron Maiden użył motywu z Cthulhu na okładce płyty Live After Death umieszczając cytat „That is not dead which can eternal lie Yet with strange aeons even death may die” na grobie Eddiego.
Do inspiracji literaturą H.P. Lovecrafta przyznaje się również Carl McCoy – lider brytyjskiej grupy Fields of the Nephilim. Imię Cthulhu pojawia się m.in. w utworze „The Watchmen” zamieszczonym na płycie The Nephilim (1988): „Just another day, Kthulhu, I am calling for you.”
Płyta In the Depths of R’lyeh, funeral doom metalowego zespołu Catacombs w całości nawiązuje do motywu Cthulhu (widoczne nawiązania chociażby w tytule albumu, czy też na okładce).

### Komiks
Cthulhu oraz Hastur są drugoplanowymi postaciami w komiksie internetowym User Friendly. W komiksie Chtulhu przedstawiany jest jako antropomorficzna postać w fioletowym garniturze z głową kałamarnicy.
Cthulhu wraz z paroma innymi Wielkimi Przedwiecznymi to bohaterowie komiksu internetowego Unspeakable Vault of Doom. Jest to komiks nacechowany czarnym humorem prezentujący „scenki z życia” bóstw. Cthulhu, centralna postać komiksu, prezentowany jest jako zielony stwór o głowie kałamarnicy i nieproporcjonalnie małych skrzydłach nietoperza.
Cthulhu oraz kilku innych Wielkich Przedwiecznych występuje w komiksie internetowym Homestuck. Fluthulu, Oglogoth oraz pozostali im podobni są tam Horrorterrorami, boskimi istotami o nieskończonej mocy szepczącymi w snach postaci śniących na Derse'ie.

### Gry
Grą fabularną opartą na twórczości Lovecrafta jest Zew Cthulhu. Do mitologii Cthulhu odwołuje się wiele innych RPG – m.in. De Profundis czy Wolsung.
Istotą wzorowaną na Cthulhu jest C'Thun, jedno z bóstw w świecie Warcraft, występujący m.in. w grze World of Warcraft jako ostatni boss w świątyni Ahn’Qiraj. Cthulhu pojawia się w grze komputerowej Call of Cthulhu: Mroczne zakątki świata oraz w grze na Nintendo DS Scribblenauts.
W historii Lego Bionicle istnieje istota znana jako Tren Krom, opisana jako „wijąca się, szkarłatna masa macek wyrastająca z centralnego ciała, z parą żółtych oczu”. Tren Krom potrafi manipulować umysłami innych i w legendach jest opisywany jako istota tak przerażająca, że rzut oka może wywołać szaleństwo. Został on stworzony jeszcze przed utworzeniem wszechświata Bionicle jako żyjące źródło energii. Autor książek Bionicle, Gregory Farshtey (znany jako GregF) przyznał, że Tren Krom jest jego hołdem dla twórczości Lovecrafta.
W grze Knightfall 2 autorstwa Armor Games występuje stworzenie o nazwie Cthulu. Jest to jeden z najpotężniejszych przeciwników w grze.
W grze Terraria postać Cthulhu pojawia się w oficjalnej mitologii świata. Cthulhu dążył do zniszczenia i dominacji, zanim starożytna rasa Driad wypowiedziała mu wojnę, a następnie pokonała i okaleczyła. Sam Cthulhu nie pojawia się w grze, jednak nawiązuje do niego wielu wrogów i przedmioty, które może zdobyć gracz. Finałowy boss, czyli Moon Lord, ma być rzekomo wzmocnioną wersją Cthulhu.
Także w grze Sherlock Holmes: The Awakened występują motywy z Lovecrafta – tajemniczy kult demona Cthulhu, którego przywołanie wymaga złożenia ludzkich ofiar przy określonej koniunkcji ciał niebieskich.
Postać Jacka Lupino w grze Max Payne pod wpływem narkotyku modli się m.in. do Cthulhu.
Prisoner of Ice to gra przygodowa oparta luźno na motywach opowiadania W górach szaleństwa Lovecrafta
W grze Thief II: The Metal Age podczas misji 12 pt. „Porwanie” (Kidnap) pojawia się postać Cthulhu. W sekcji 6 Zaginionego Miasta posąg zatopiony w lawie imituje jego postać.
W grze Cthulu Saves the World, tytułowa postać jest kontrolowana przez gracza w czasie rozgrywki.
W grze Zaginięcie Ethana Cartera występuje jako bóstwo.
W dodatku do gry Magicka – Magicka: The Stars Are Left (pol. Magicka: Gwiazdy są nie w porządku) fabuła oparta jest na mitologii stworzonej przez Lovecrafta, a głównym celem jest uśpienie Cthulhu na wieki.
Zostało wydanych wiele gier planszowych nawiązujących do mitologii Cthulhu. Do najpopularniejszych należą: Horror w Arkham, Posiadłość Szaleństwa oraz Call of Cthulhu: The Card Game.
W grze Cyberpunk 2077 można zdobyć samochód który nazywa się Quadra Type-66 "Cthulhu" i posiada 666 koni mechanicznych.

### Seriale telewizyjne
W 12 odcinku 14 sezonu serialu South Park koncern BP robi odwiert na Księżycu, co doprowadza do otworzenia połączenia z innym wymiarem i uwolnienia Cthulhu, okrywając mrokiem Ziemię na 3000 lat. W kolejnych, 13 i 14 odcinku serii, ukazane są dalsze losy Cthulhu, dokonującego dzieła zniszczenia na Ziemi, a także zebrania mieszkańców czczących Cthulhu i odczytujących cytaty z księgi Necronomicon.
W serialu Mroczne przygody Billy’ego i Mandy, w odcinku Telefoniczne żarty Kathulu pojawia się postać Cthulhu, która żartuje sobie z bohaterów filmu.

### Inne

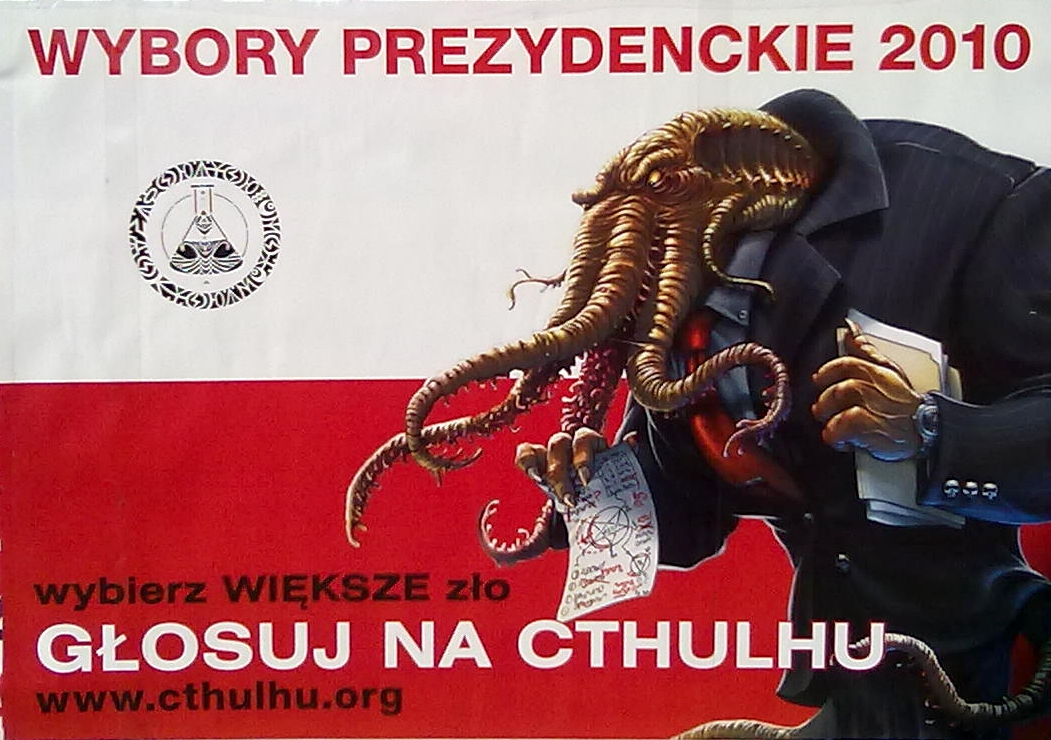

Motyw Cthulhu został wykorzystany w satyrze wyborczej w trakcie wyborów prezydenckich w 2010 r.